# Гідроавіасалон

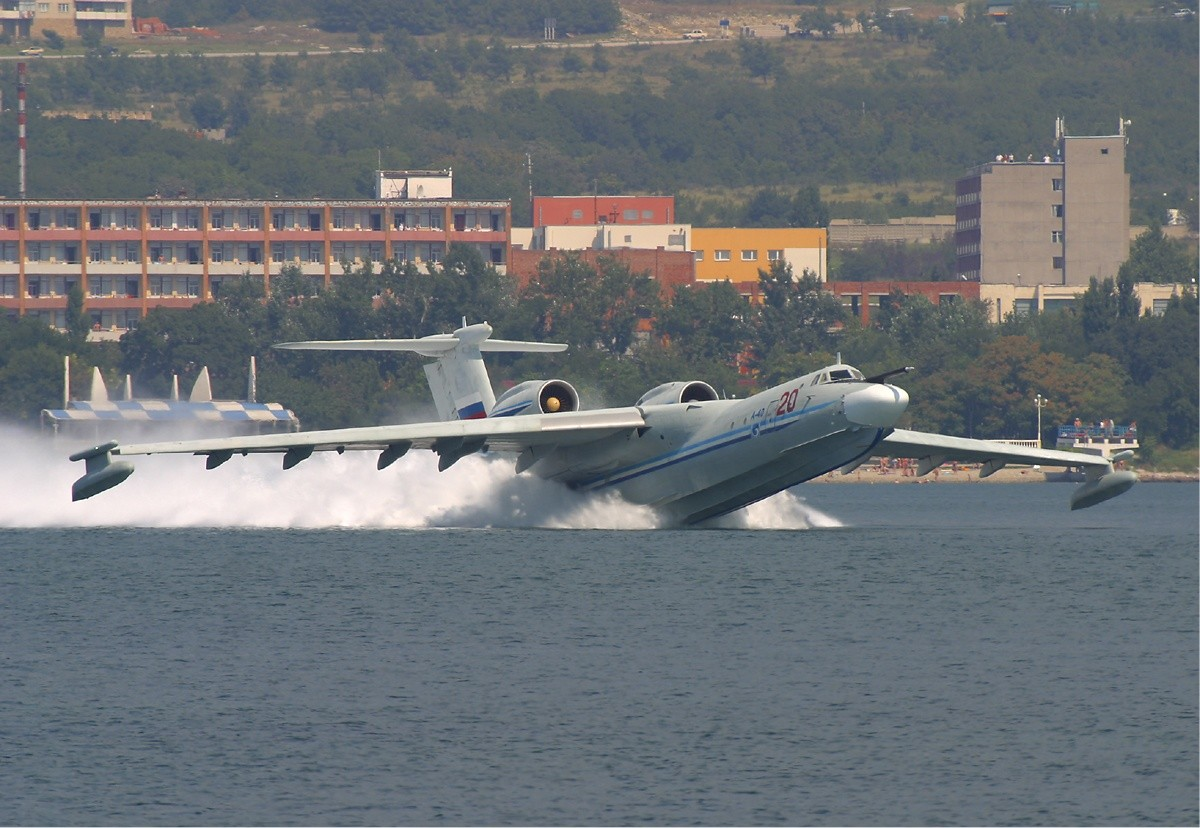
А-40 на авіасалоні «Гідроавіасалон '2004»

Міжнародна виставка і наукова конференція з гідроавіації «Гідроавіасалон» — міжнародний авіасалон з гідроавіації, що проходить в Росії кожен другий (парний) рік починаючи з 1996, чергуючись з МАКСом. Проходить в бухті міста Геленджик на території випробувально-експериментальної бази ТАНТК ім. Г. М. Берієва і аеропорту «Геленджік».
Звичайні учасники льотної програми — гідролітаки ТАНТК ім.Г.М.Берієва Бе-200, А-40, Бе-12, P-200 і Бе-103.

## Історія
Перший міжнародний гідроавіасолон в аеропорту «Геленджік» пройшов у 1996 році, тоді він називався «Геленджік '96» — за місцем проведення. Міжнародна виставка і наукова конференція з гідроавіації «Гідроавіасалон» є єдиним у світі авіашоу, де є можливість демонструвати амфібійну авіаційну техніку на землі, в повітрі та на воді.
З 2000 року авіавиставка називається «Гідроавіасалон».
Список за роками проведення:
1. Геленджик '96
2. Геленджик '98
3. Гідроавіасалон '2000
4. Гідроавіасалон '2002
5. Гідроавіасалон '2004
6. Гідроавіасалон '2006
7. Гідроавіасалон '2008